# Centro Giovanile Virescit Bergamo 1991-1992
Questa voce raccoglie le informazioni riguardanti il Centro Giovanile Virescit Bergamo nelle competizioni ufficiali della stagione 1991-1992.

## Rosa
| N. |                   | Ruolo | Calciatore              |
| -- | ----------------- | ----- | ----------------------- |
|    | Italia (bandiera) | C     | Claudio Benaglia        |
|    | Italia (bandiera) | C     | Federico Crotti         |
|    | Italia (bandiera) | D     | Stefano Fattori         |
|    | Italia (bandiera) | C     | Paolo Garbelli          |
|    | Italia (bandiera) | C     | Fabio Giacalone         |
|    | Italia (bandiera) | A     | Domenico Guzzetti Falbo |
|    | Italia (bandiera) | P     | Massimo Inglesi         |
|    | Italia (bandiera) | C     | Marco Morlacchi         |
|    | Italia (bandiera) | C     | Antonino Obbedio        |
|    | Italia (bandiera) | C     | Davide Olivares         |

| N. |                   | Ruolo | Calciatore               |
| -- | ----------------- | ----- | ------------------------ |
|    | Italia (bandiera) | C     | Umberto Pini             |
|    | Italia (bandiera) | D     | Andrea Quaglia           |
|    | Italia (bandiera) | C     | Alessandro Roccatagliata |
|    | Italia (bandiera) | D     | Stefano Sana             |
|    | Italia (bandiera) | A     | Fabio Scienza            |
|    | Italia (bandiera) | D     | Roberto Sigoli           |
|    | Italia (bandiera) | D     | Luca Sommella            |
|    | Italia (bandiera) | D     | Giuseppe Spampinato      |
|    | Italia (bandiera) | P     | Ottavio Strano           |
|    | Italia (bandiera) | A     | Paolo Zirafa             |